# Ezz-thetics
Ezz-thetics est un album du George Russell Sextet.

## Description
Sorti en 1961, Ezz-thetics est un album important dans l’histoire au même titre que Kind of Blue de Miles Davis ou The Blues and the Abstract Truth de Oliver Nelson. C’est un album entre tradition, bebop et la nouvelle musique d’alors, le free jazz et met en valeur les jeunes talents prometteurs, notamment Eric Dolphy ou Don Ellis. George Russell déploie ici tous ses talents de compositeur et arrangeur tout en rappelant qu’il est aussi un bon improvisateur au piano à travers une sélection de compositions personnelles mais aussi de « classiques » du jazz comme Nardis ou ‘Round Midnight. Un album qui capture le jazz de son époque et témoigne de son évolution.

## Pistes
Sauf indication toutes les compositions sont de George Russell
1. Ezz-thetic (8:58)
2. Nardis (Miles Davis) (4:40)
3. Lydiot (8:10)
4. Thoughts (5:36)
5. Honesty (Dave Baker) (9:04)
6. ‘Round Midnight (Thelonious Monk) (6:36)
7. Kige’s Tune (take 2) (Al Kiger) (6:44) [*]
8. Kige’s Tune (take 5) (5:42) [*]

[*] Pistes bonus de l’édition remasterisée de 2007

## Musiciens
- George Russell – Piano, arrangeur
- Don Ellis – Trompette
- Dave Baker – Trombone
- Eric Dolphy – Saxophone alto et clarinette basse
- Steve Swallow – Basse
- Joe Hunt – Batterie